# スターモバイル
スターモバイル(Starmobile)は、フィリピンにおいてコンピュータ機器の製造・販売を行う企業である。

## 概要
2011年に設立され、フィリピンのモバイル業界に参入した。スマートフォンをはじめ、タブレット端末やパソコンも販売している。